# Communauté de communes des Trois Vallées (Alpes-de-Haute-Provence)
Pour les articles homonymes, voir Communauté de communes des Trois Vallées.
La Communauté de communes des Trois Vallées est une ancienne communauté de communes française, située dans le département des Alpes-de-Haute-Provence.

## Composition
La communauté de communes contenait les communes de Digne-les-Bains, Entrages, Marcoux, Mézel et La Robine-sur-Galabre.

## Historique
- La Communauté de communes des Trois Vallées a été créée le 27 novembre 2002 avec 4 communes adhérentes (Digne-les-Bains, Entrages, Marcoux, La Robine-sur-Galabre).
- En 2006, la commune de Mézel intègre l'intercommunalité.
- Le 1er janvier 2013, la communauté de communes fusionnera avec la Communauté de communes de l'Asse et de ses Affluents pour créer la Communauté de communes Asse Bléone Verdon.

## Sources
- le Splaf (Site sur la Population et les Limites Administratives de la France)
- Base Aspic (Accès des Services Publics aux Informations sur les Collectivités)